# Kunst der Gegenwart aus Niedersachsen
Kunst der Gegenwart aus Niedersachsen ist eine seit 1992 durch die Stiftung Niedersachsen herausgegebene Zeitschrift zur Zeitgenössischen Kunst in Niedersachsen. Das unregelmäßig erscheinende Blatt – Band 46 ist nicht erschienen – wurde anfangs in Hannover verlegt; von 1992 bei 2001 im Verlag Th. Schäfer, von 2002 bis 2009 durch die Niedersächsische Lottostiftung und 2012 bis 2014 bei der ArtnetworX GmbH. Anschließend erschienen die Folgen beim Wallstein Verlag in Göttingen.
Vorgänger der monografischen Reihe war die durch das Niedersächsische Kultusministerium verausgabte Serie Niedersächsische Künstler der Gegenwart.